# J.Fla
J.Fla (coreano: 제이플라; nome de nascimento: 김정화, Kim Jung Hwa ou Kim Jeong-Hwa) (nascida em 10 de junho de 1987) é uma cantora, compositora e YouTuber. Ela assinou com a Sony Music Japan, depois mudou-se para a Ostereo Records.